# G4S
G4S (бывшая Group 4 Securicor) — британская транснациональная частная военная компания со штаб-квартирой в Лондоне, крупнейшая ЧВК в мире по доходам, крупнейший в Европе и Африке частный работодатель после «Walmart Stores» и «Foxconn».
Создана в 2004 году, в результате слияния британской ЧВК Securicor с датской Group 4 Falck. Акции компании котировались одновременно на Копенгагенской и Лондонской фондовых биржах, 6 апреля 2021 года G4S была приобретена Allied Universal за 5,1 млрд долларов.
По числу сотрудников (по данным самой компании — около 800 тысяч) G4S сравнима с армиями крупнейших государств, и примерно в 10 раз превосходит Британскую армию (хотя далеко не все сотрудники компании являются военными, так как помимо военных операций G4S занимается обеспечением безопасности, перевозкой ценностей, видеоконтролем, пожаротушением, разрешением чрезвычайных ситуаций и смежными родами деятельности). Действует в более чем 90 странах.
Критикуется за многочисленные сомнительные операции, в которых она принимала участие (см. Споры вокруг G4S).

## История

### Происхождение
G4S создавалась в 1901 году как охранная компания Мариуса Хогрефа København Frederiksberg Nattevagt («Ночной дозор Копенгагена и Фредериксберга») и впоследствии переименована в Falck.
В 2000 году созданная в 1960-х годах охранная фирма Group 4 Securitas объединилась с Falck и образовала Group 4 Falck, став таким образом «крупнейшей в мире частной охранной компанией». В 2002 году Group 4 Falck купила корпорацию Wackenhut в США, а также 50 % акций компании крупнейшей охранной компании Израиля Hashmira (с 8000 сотрудников).

### 2004—2010 годы: расширение, трудовые споры
G4S (Group 4 Securicor) была образована в июле 2004 года объединением Group 4 Falck и британской Securicor. Её акции начали котироваться как на Копенгагенской, так и на Лондонской фондовых биржах. В 2005 году Ларса Норби Йохансена на посту генерального директора сменил Ник Баклз, а в 2006 году новый фирменный стиль G4S, разработанный Расселом Джонсоном из британского дизайнерского агентства Stylus, был внедрён во всем мире. В том же году Альф Дач-Педерсен сменил Йоргена Филипа-Соренсена на посту председателя правления компании.
В 2006, 2007 и 2008 годах в ходе глобальной кампании профсоюзы обвиняли G4S в несоблюдении стандартов труда и прав человека. Некоторые из акций организовывал Международный союз работников сервиса (Service Employees International Union, SEIU).
В отчёте Государственного департамента США о правах человека в Индонезии за 2005 год, опубликованном в марте 2006 года, говорилось о трудовых спорах с Group4/Securicor в Джакарте. Компания оспорила эти утверждения, указав на свои прочные отношения с профсоюзами по всему миру, включая GMB в Великобритании.
Доля G4S в израильской Hashmira выросла до 91 % к 2007 году, в том же году произошёл её ребрендинг, и переименованная G4S Israel заключила контракт с Управлением тюрем Израиля на разработку системы защиты периметра и центрального командного пункта в тюрьме Офер на оккупированных палестинских территориях, а также не менее четырёх тюрем и двух мест содержания под стражей в Израиле. В 2008 году G4S дополнительно включилась в поддержание режима военной оккупации на палестинских территориях через последующие контракты на обеспечение безопасности, строительство и техническое обслуживание разделительной стены, установку оборудования для наблюдения в контрольно-пропускных пунктах, обеспечения вооруженной охраны поселений и оснащение израильского штаба полиции на Западном берегу.
В марте 2008 года было объявлено, что G4S поглощает Scottish Rock Steady Group, которая занимается организацией безопасности крупных спортивных и музыкальных мероприятий, в основном в Великобритании.
В апреле 2008 года G4S приобрела RONCO Consulting Corporation, одну из ведущих в мире компаний, занимающихся гуманитарными и коммерческими разминированием, обезвреживанием боеприпасов и обеспечением безопасности.
В мае 2008 года G4S приобрела ArmorGroup International, а затем Global Solutions Limited (за 355 млн фунтов) и сербскую Progard Securitas.
В 2008 году G4S также приобрела американскую Touchcom, Inc. (Берлингтон/Бедфорд, штат Массачусетс) за 23 миллиона долларов США. Touchcom, Inc.
В декабре 2008 г. G4S и Глобальный союз UNI объявили о соглашении, которое будет способствовать улучшению стандартов в глобальной индустрии безопасности. Одновременно с этим G4S и SEIU достигли соглашения о прекращении своего длительного спора и создании основы для совместной работы в интересах сотрудников.
В декабре 2008 года было объявлено о запуске партнёрства G4S и UNI Global Union по этичному трудоустройству, целью которого должно было стать улучшение стандартов в мировой индустрии безопасности.
В 2009 году G4S продолжила расширение, купив британские Secura Monde International Limited и Shiremoor International Engineering Limited, специализирующиеся на банкнотах и технических услугах высокой степени защиты. Затем компания поглотила американскую All Star International — лидера в предоставлении средств управления и поддержки базовых операций, сотрудничавшего с правительством США, американского провайдера интегрированных систем безопасности и систем связи Adesta, а также ведущего азиатского поставщика консалтинговых услуг по снижению рисков Hill & Associates Consultants Limited.
В 2010 году G4S также приобрела одну из старейших и крупнейших частных охранных фирм в Израиле, Aminut Moked.

#### Происшествия
В 2005 году австралийское отделение Global Solutions Limited (вошедшее вместе со всей компанией в состав G4S в 2008 году) подвергалось критике за недопустимые условия содержания задержанных иммигрантов в Австралии.
Большой резонанс вызвало вертолётное ограбление в Вестберге 23 сентября 2009 г. , когда в результате дерзкого нападения за 20 минут было ограблено отделение кассового обслуживания G4S.
Осенью 2009 года сотрудники G4S в Австралии объявили забастовку из-за низкой заработной платы и плохих условий труда, поставив под угрозу работу судебной системы в штате Виктория. Частные охранники обеспечивали проверку безопасности в зданиях окружного и городских судов, а также в самих залах суда.

### Дальнейшее расширение
В сентябре 2010 года G4S приобрела южноафриканскую компанию Skycom, специализировавшуюся на инкассации.
В апреле 2011 года была куплена детективная Cotswold Group.
Тогда же G4S приобрела Guidance Monitoring, международного разработчика и производителя технологий электронного мониторинга, аппаратного и программного обеспечения для видеонаблюдения и отслеживания правонарушителей.
17 декабря 2011 года была завершена сделка по покупке активов британской холдинговой компании по реагированию на чрезвычайные ситуации Chubb Emergency Response за 17 млн фунтов.
В марте 2012 года G4S объявила о продаже испытывающего трудности предприятия G4S Government Solutions (ранее Wackenhut и All Star), чтобы прекратить оказание услуг правительству США.

### Провал по контракту Лондонской олимпиады
В марте 2011 года G4S получила контракт с оргкомитетом Лондонской Олимпиады на сумму 284 миллиона фунтов стерлингов на предоставление 13 700 охранников для Олимпийских игр — в частности, на олимпийских объектах должны были ежедневно дежурить 10 тысяч сотрудников. Однако необходимого числа работников к июлю 2012 года набрать не удалось. 12 июля 2012 года прошло сообщение, что к охране объектов будут привлечены 3500 солдат британских вооруженных сил. 17 июля 2012 года перед Специальным британским комитетом внутренних дел отчитался исполнительный директор, извинившийся за организационные недостатки и согласившийся выплатить бонусы военнослужащим, которые в последний момент заменят сотрудников службы безопасности. Акции G4S потеряли в цене 9 % на фоне признания руководства фирмы о том, что возможны убытки в 50 миллионов фунтов из-за недостаточного числа обученных кадров для Олимпийских игр.
8 августа 2012 G4S сообщила, что сможет ежедневно выставить на олимпийские объекты 7 тысяч сотрудников и они способны в полной мере обеспечить безопасность соревнований вместо 10 тысяч.
Из-за опасений по поводу нехватки персонала полицейская федерация Уэст-Мидлендса взяла на себя охрану Ricoh Arena в Ковентри. На фоне развёртывания 3500 дополнительных вооруженных военнослужащих для охраны олимпийских объектов министр внутренних дел Тереза Мэй всё же отрицала, что организация игр была «провалена».
Работа G4S во время Олимпийских игр 2012 года в Лондоне была охарактеризована бывшими полицейскими как «совершенно хаотичная» и «абсолютный фарс», особенно кампания по привлечению сотрудников. Ключевой проблемой было названо отсутствие организации, поскольку многие охранники не знали, где они должны были находиться во время Олимпийских игр.
В мае 2013 года Ник Баклз ушел с поста исполнительного директора G4S с выплатой компенсации 1,2 миллиона фунтов стерлингов, и его заменил Эшли Альманза.

### Работодатель для резервистов
В 2014 году G4S объявила об обязательстве принять на работу не менее 600 резервистов вооруженных сил Великобритании, что сделало её одним из ведущих партнёров Министерства обороны.
В соответствии с Соглашением о вооружённых силах G4S обязалась предоставить гибкие условия труда для таких сотрудников, чтобы они могли продолжить обучение и, когда это потребуется Министерству обороны, принимать участие в учениях.

### Присоединение к Allied Universal
В конце 2020 года GardaWorld и Allied Universal сделали компании предложения о поглощении. Первая предлагала за сделку 3,7 млрд фунтов. В феврале 2021 года было принято предложение Allied Universal, предложившей на 100 млн фунтов больше, после чего G4S была исключена из листинга Копенгагенской и Лондонской фондовых бирж. В апреле 2021 года приобретение было завершено.

## Частные тюрьмы
Первая частная тюрьма в Великобритании появилась в 1992 году после того, как британская компания Securicor (в 2004 году ставшая основой G4S) выиграла тендер на управление тюрьмой Wolds в Йоркшире вместимостью около 400 осужденных. В настоящее время G4S остаётся лидером британского тюремного рынка: в 2009 г. её чистый доход составил 219,2 млн фунтов, а капитализация на Лондонской фондовой бирже в конце мая 2010 г. достигла 3,67 млрд фунтов.
Компания также управляла центрами содержания малолетних преступников и центрами временного содержания нелегальных иммигрантов не только в Великобритании, но и в других странах мира. В той и другой сфере к ней предъявлялись неоднократные жалобы. В 2010 году было получено более 700 жалоб от нелегальных иммигрантов, содержащихся в центрах содержания под стражей G4S, в том числе обвинения в насилии и расизме. После публикации чрезвычайно критического отчета о тюрьме, управляемой G4S, теневой министр юстиции от Лейбористской партии Садик Хан заявил, что компания готова была взять под контроль все коммерческие тюрьмы, если бы конкуренты в отрасли не уложились в установленные для них сроки. Он заявил: «Мы не должны мириться с посредственностью в управлении нашими тюрьмами. Мы не можем наблюдать скандал за скандалом, когда деньги общества тратятся впустую, а качество того, что предоставляется, не на высоте. Правительство слишком зависит от уютной группы крупных компаний. Общественность сыта по горло большими компаниями, получающими огромные прибыли от налогоплательщика, что попахивает вознаграждением за провалы».
В октябре 2013 года BBC сообщила об обвинениях в пытках заключенных в тюрьме Мангаунг в Южной Африке, которой компания управляла с 2000 года. BBC процитировала материалы исследования в рамках проекта Wits Justice Project университета Витса в Йоханнесбурге, в котором утверждалось, что десятки из почти 3000 заключённых в тюрьме G4S подвергались пыткам с использованием физического насилия, электрошока и принудительных инъекций антипсихотических препаратов, помещались в изоляторы на многие годы и подвергались принудительным допросам. По состоянию на октябрь 2013 года G4S заявила, что расследует обвинения. В это время после ставших публично известных инцидентов и массовых беспорядков Служба исправительных учреждений (Department of Correctional Services, DCS) ЮАР временно переняла на себя управление тюрьмой, однако через год оно было возвращено G4S, несмотря на то, что отчет DCS так и не был не опубликован даже через два года.
В феврале 2016 года G4S объявила о продаже своего бизнеса по обслуживанию несовершеннолетних правонарушителей, включая контракт на управление двумя безопасными учебными центрами.
Хотя G4S продала свои режимные учреждения для молодёжи в США в марте 2017 года, на пресс-конференции в августе 2017 года шериф округа Полк, штат Флорида, Грэди Джадд обнародовал обвинения в серьёзных нарушениях в детских учреждениях, в результате которых были арестованы три бывших высших администратора G4S в Highland Park Youth Academy. Администратор Норма Винн и помощник администратора Хосе Санчес были взяты под стражу. Обвинения включали жесткое физическое насилие, подделку, фальсификацию и уничтожение записей, запугивание как подчиненных, так и жертв с целью скрыть информацию о преступной деятельности, широко распространенную контрабанду и секс сотрудников с молодёжью.
В сентябре 2017 года G4S отстранила девять сотрудников центра иммиграции недалеко от аэропорта Гатвик после тайного расследования журналистов BBC Panorama. В программе были продемонстрированы кадры скрытой камеры, на которых было видно, что офицеры «издеваются, оскорбляют и нападают» на содержащихся в центре людей.

## Деятельность в Восточной Европе
С 1999 года G4S Eesti контролирует безопасность в Таллинском морском порту, а в 2021 году под его контролем также находились другие порты Эстонии: Ванасадам, порт Мууга, Южный порт Палдиски, Сааремааский порт, а также Силламяэский порт, Северный порт Палдиски, Пальяссаареский порт.
В Латвии G4S выигрывал конкурсы на охрану таких госинституций, как Бюро по предотвращению и борьбе с коррупцией, Комиссия по рынку финансов и капитала, имея выданный Бюро по защите Конституции Cертификат промышленной безопасности, подтверждающий готовность и способность коммерсанта к деятельности, связанной с защитой государственной тайны, использование классифицированной информации НАТО, ЕС и других стран. Однако в начале 2021 года латвийское отделение компании этот сертификат утратило, поэтому ранее пользовавшиеся его услугами клиенты, которым он требовался, были вынуждены проводить новые закупки охранных услуг. На 2022 год G4S Latvia обеспечивает безопасность, поставляет и обслуживает системы охраны ряда министерств и самоуправлений, международного аэропорта «Рига», оператора магистральных газопроводов и Инчукалнсского подземного хранилища газа Conexus Baltic Grid, Судебной администрации, Дирекции безопасности дорожного движения, Государственной службы пробации, Национальных вооружённых сил, Латвийского национального архива, государственных больниц и других учреждений.